# سنت جرمنز، کورن‌وال
سنت جرمنز (به انگلیسی: St Germans) یک روستا و محله مدنی در بریتانیا است که در کورنوال واقع شده‌است. سنت جرمنز ۱٬۴۵۳ نفر جمعیت دارد.